# الجو الدولية
الجو الدولية  (بالإنجليزية: Air International)‏ هي مجلة بريطانية تهتم بالطيران وتغطي مواضيع الدفاع الجوي والطيران المدني. صدر العدد الأول منها في 1972. تصدر المجلة كل شهر. وهي باللغة الإنجليزية.

## فريق العمل
- رئيس النحرير: Murdo Morrison

## وصلات خارجية
- الموقع الإلكتروني